# الحرب بني واسين (البحراويين)
الحرب بني واسين هي إحدى مشيخات المملكة المغربية، تتبع جغرافيا لإقليم الفحص أنجرة وإداريًا لالبحراويين. يقدر عدد سكانها بـ 5064 نسمة حسب الإحصاء الرسمي للسكان والسكنى لسنة 2004.